# Sarkad
Sarkad [šarkad] (rumunsky Șercad) je město v jihovýchodním Maďarsku v župě Békés, asi 23 km severovýchodně od jejího hlavního města Békéscsaby. Město se nachází poblíže rumunských hranic a je správním městem stejnojmenného okresu. V roce 2018 zde žilo 9 677 obyvatel, z nichž podle statistik z roku 2001 tvoří 94 % Maďaři, 5 % Romové a 1 % jiné národnosti (Němci, Rumuni, Slováci).
Nejbližšími městy jsou Gyula a rumunská Salonta. Poblíže jsou též obce Doboz, Kötegyán, Méhkerék, Sarkadkeresztúr a Újszalonta.

## Historie
Okolí dnešního města bylo osídleno již před příchodem Maďarů do Karpatské kotliny. Nedaleko od Sarkadu se nachází příkopy, které vybudovali Sarmati v první polovině 4. století. 
Je pravděpodobné, že se zde usadili příslušníci kmenů Nyék a Jenő (na což odkazují názvy okolních pustin: Nyék-puszta, Jenő-puszta). Sarkad byl kdysi obklopen bažinami a rozlehlými vodními plochami, což umožňovalo dobře bránit postupně vznikající opevnění.
První písemná zmínka o Sarkadu pochází z roku 1108 z dopisu opatství. V roce 1332 je zmíněn také v papežském desátkovém rejstříku.
Jméno prvního známého majitele osady, Farkase Sarkadiho, je známo až z doby po bitvě u Moháče, kdy je již uváděn jako vládce místní pevnosti. V roce 1453 jej vlastnil rod Keczerů ze Szekudváru. Kolem roku 1571 obsadili Sarkad Turci, v roce 1599 jej na krátkou dobu jednoho roku ztratili. Místo bylo později dobyto v tzv. Velké turecké válce.
Na počátku 18. století během Rákócziho povstání obléhalo císařské vojsko místní pevnost, do níž se uchýlili vzbouřenci. Obléhání dopadlo neúspěšně. V závěru století se město objevilo poprvé na mapách prvního vojenského (josefského) mapování pod názvem Sarkad-stadt. Obklopovaly jej bažiny dnešní potok Gyepes, který měl ještě svojí přírodní podobu. Přitékalo do něj několik vodních toků.
Od 19. století žili v Sarkadu až do druhé světové války také Židé. Do poloviny 19. století některé z potoků zanikly a města také dosáhla železnice. 

## Obyvatelstvo
Počet obyvatel Sarkadu po roce 1989 pozvolna klesá. Z národnostního hlediska se v roce 2001 přihlásilo 94 % obyvatel k maďarské národnosti, 5 % k romské a ostatní menšiny měly menší než 1% zastoupení. Počet obyvatel města se po roce 2013 propadl pod deset tisíc.

## Pamětihodnosti
Mezi místní pamětihodnosti patří:
- Kaštel Almásy
- Kostel reformované církve, postavený po požáru v roce 1866
- Katolický kostel sv. Ignáce z Loyoly dokončený v roce 1809 a přestavěný roku 1899.
- Muzeum Sándora Márkiho
- Židovský hřbitov s památníkem připomínajícím holocaust